# Verticordia chrysanthella
Verticordia chrysanthella är en myrtenväxtart som beskrevs av Alexander Segger George. Verticordia chrysanthella ingår i släktet Verticordia och familjen myrtenväxter. Inga underarter finns listade i Catalogue of Life.